# Jens-Kristian Leth
Jens-Kristian Leth (* 5. Mai 1982) ist ein dänischer Badmintonspieler. 

## Karriere
Jens-Kristian Leth wurde 2001 dänischer Juniorenmeister. 2005 siegte er bei den Iceland International, 2006 bei den Spanish International, Italian International und Irish Open. 2007 wurde er Zweiter bei den Swedish International Stockholm.

## Sportliche Erfolge
| Saison    | Veranstaltung                                    | Disziplin    | Platz | Name                      |
| --------- | ------------------------------------------------ | ------------ | ----- | ------------------------- |
| 2000/2001 | Dänemark: Einzelmeisterschaften der Junioren U19 | Herreneinzel | 1     | Jens-Kristian Leth, Greve |
| 2005      | Iceland International                            | Herreneinzel | 1     | Jens-Kristian Leth        |
| 2006      | Spanish International                            | Herreneinzel | 1     | Jens-Kristian Leth        |
| 2006      | Irish Open                                       | Herreneinzel | 1     | Jens-Kristian Leth        |
| 2006      | Italian International                            | Herreneinzel | 1     | Jens-Kristian Leth        |
| 2007      | Swedish International Stockholm                  | Herreneinzel | 2     | Jens-Kristian Leth        |